# Ходжаніязова Гуляра Джуманіязівна
Гуляра Джуманіязівна Ходжаніязова (10 квітня 1947, місто Турткуль, тепер Каракалпакстан, Узбекистан) — радянська узбецька діячка, головний лікар Турткульського районного медичного об'єднання Каракалпацької АРСР. Член Центральної контрольної комісії КПРС у 1990—1991 роках.

## Життєпис
У 1972 році закінчила Самаркандський державний медичний інститут Узбецької РСР.
У 1972—1973 роках — акушер-гінеколог пологового будинку № 1 міста Нукуса Каракалпацької АРСР.
У 1973—1979 роках — акушер-гінеколог, завідувач жіночої консультації, знову акушер-гінеколог Турткульської центральної районної лікарні Каракалпацької АРСР.
У 1979—1985 роках — заступник головного лікаря Турткульської центральної районної лікарні Каракалпацької АРСР.
Член КПРС з 1981 року.
З 1985 року — головний лікар Турткульського районного медичного об'єднання Каракалпацької АРСР.
Подальша доля невідома.